# Kate et William : Quand tout a commencé...
Kate & William : Quand tout a commencé (William & Kate) est un téléfilm américain réalisé par Mark Rosman, diffusé le 18 avril 2011 sur Lifetime.

## Synopsis
Pour la première fois en Angleterre, la tradition est rompue : un membre de la famille royale part faire ses études en Écosse. En effet, le prince William part étudier à l'Université de St Andrews. Sur le campus, il rencontre Kate Middleton qui fait partie de son groupe de travail. Ils deviennent vite complices, et en deuxième année, ils flirtent en secret. Mais le protocole interrompt leur relation. Dans un premier temps, William veut garder leur relation secrète pour la préserver des paparazzis mais finalement, il lui donne un baiser devant ceux-ci. Les médias trouvent alors en leur amour une source d'écriture.

## Fiche technique
- Titre original : William & Kate
- Réalisation : Mark Rosman
- Scénario : Nancey Silvers
- Photographie : Anthony B. Richmond
- Pays de production :  États-Unis
- Langue originale : anglais
- Durée : 87 minutes

## Distribution
- Ben Cross (VF : Gabriel Le Doze) : Charles de Galles[2]
- Calvin Goldspink (VF : Alexandre Nguyen) : James Middleton
- Nico Evers-Swindell (en) (VF : Alexis Victor) : William de Cambridge[2]
- Camilla Luddington (VF : Caroline Lallau) : Kate Middleton[3]
- Charles Shaughnessy : l'instructeur
- Christopher Cousins (VF : Guy Chapellier) : Michael Middleton
- Jonathan Patrick Moore (en) (VF : Sébastien Desjours) : Musgrave[3]
- Justin Hanlon : le prince Harry
- Louise Linton (en) (VF : Philippa Roche) : Vanessa Rose Bellows
- Mary Elise Hayden (VF : Olivia Luccioni) : Pippa Middleton
- Samantha Whittaker (VF : Ariane Aggiage) : Olivia Martin
- Serena Scott Thomas (VF : Isabelle Ganz) : Carole Middleton
- Stephen Marsh (VF : Yves Barsacq) : Professeur Durham
- Theo Cross (VF : Thomas Roditi) : Trevor
- Trilby Glover (en) (VF : Agathe Schumacher) : Margaret Hemmings-Wellington
- Victoria Tennant (VF : Marie-Martine) : Celia[4]
- Richard Reid (VF : Donald Reignoux) : Derek Rogers[3]

## Accueil
Le téléfilm a été vu par 1,769 million de téléspectateurs lors de sa première diffusion.
Serena Scott Thomas, qui incarne Carole Middleton, avait déjà incarné lady Diana dans un téléfilm inspiré du livre d'Andrew Morton.